# 334 Pułk Radiotechniczny
334 Pułk Radiotechniczny (ros. 334-й отдельный гвардейский вертолётный полк) – samodzielny oddział Sił Zbrojnych Federacji Rosyjskiej w strukturze 6 Armii Sił Powietrznych i Obrony Przeciwlotniczej Zachodniego Okręgu Wojskowego.
Siedzibą sztabu i dowództwa pułku jest Pietrozawodsk.